# Torneig de les Cinc Nacions 1974
El Torneig de les Cinc Nacions de 1974 fou la 45a edició en el format de cinc nacions i la 80a tenint en compte les edicions del Home Nations Championship. Deu partits es van jugar entre el 19 de gener i el 15 de març. Després de l'edició anterior, on tots els equips acabaren empatats, Irlanda s'enduria el títol per 8a vegada.
L'edició de 1974, es recorda com la Blind Irish Referee, expressió que s'ha acabat adoptant dins el lèxic de l'anglès. Irlanda va començar el torneig amb una derrota al Parc dels Prínceps de París per 9-6, i un empat a Dublín contra Gal·les. Dues victòries posteriors van donar la possibilitat als anglesos d'arribar a la darrera jornada del torneig amb opcions, sempre que Escòcia guanyés a França a Edimburg i Anglaterra derrotés a Gal·les a Twickenham. El partit de Londres fou arbitrat per John West, un irlandès que mai havia arbitrat un partit internacional amb anterioritat. Anglaterra va anar endacant tot el partit, però al final del joc JJ Williams va anotar un assaig anul·lat per l'àrbitre. Anglaterra va aconseguir mantenir l'avantatge a guanyar el seu primer partit, i Irlanda va guanyar el Campionat. Fou el poeta gal·lès Max Boyce, qui després del partit va popularitzar l'expressió Blind Irish Referee (L'àrbitre irlandès cec), com a referència als fets del partit.
Aquesta va ser la primera vegada en la història que els dos partits de cada jornada es van jugar en el mateix cap de setmana. Aquesta mesura fou conseqüència de la petició d'alguns equips, que es queixaven que havien de jugar sempre a principia d'any amb més probabilitat de patir mal temps a diferència dels equips que jugaven al març amb millors condicions meteorològiques. Per evitar aquest problema, en aquesta edició es engegar un sistema rotatori per garantir la igualtat.

## Classificació
| Posició | Nació      | Partits | Partits  | Partits  | Partits | Punts   | Punts     | Punts      | Taula de punts |
| Posició | Nació      | Jugats  | Guanyats | Empatats | Perduts | A Favor | En contra | Diferència | Taula de punts |
| ------- | ---------- | ------- | -------- | -------- | ------- | ------- | --------- | ---------- | -------------- |
| 1       | Irlanda    | 4       | 2        | 1        | 1       | 50      | 45        | +5         | 5              |
| 2       | Escòcia    | 4       | 2        | 0        | 2       | 41      | 35        | +6         | 4              |
| 2       | Gal·les    | 4       | 1        | 2        | 1       | 43      | 41        | +2         | 4              |
| 2       | França     | 4       | 1        | 2        | 1       | 43      | 53        | −10        | 4              |
| 5       | Anglaterra | 4       | 1        | 1        | 2       | 63      | 66        | −3         | 3              |

## Resultats
| França | 9–6 | Irlanda | 19 de gener de 1974 - Parc des Princes, París Assistència: 43.694 espectadors Àrbitre: A Hosie (Escòcia) |
|        |     |         | 19 de gener de 1974 - Parc des Princes, París Assistència: 43.694 espectadors Àrbitre: A Hosie (Escòcia) |

| Gal·les | 6–0 | Escòcia | 19 de gener de 1974 {{{time}}} - National Stadium, Cardiff Assistència: 60.000 espectadors Àrbitre: R Johnson (Anglaterra) |
|         |     |         | 19 de gener de 1974 {{{time}}} - National Stadium, Cardiff Assistència: 60.000 espectadors Àrbitre: R Johnson (Anglaterra) |

| Irlanda | 9–9 | Gal·les | 2 de febrer de 1974 {{{time}}} - Lansdowne Road, Dublín Àrbitre: K Pattinson (Anglaterra) |
|         |     |         | 2 de febrer de 1974 {{{time}}} - Lansdowne Road, Dublín Àrbitre: K Pattinson (Anglaterra) |

| Escòcia | 16–14 | Anglaterra | 2 de febrer de 1974 {{{time}}} - Murrayfield, Edimburg Àrbitre: J Saint-Guilhem (França) |
|         |       |            | 2 de febrer de 1974 {{{time}}} - Murrayfield, Edimburg Àrbitre: J Saint-Guilhem (França) |

| Gal·les | 16–16 | França | 16 de febrer de 1974 {{{time}}} - National Stadium, Cardiff Assistència: 60.000 espectadors Àrbitre: N Sanson (Escòcia) |
|         |       |        | 16 de febrer de 1974 {{{time}}} - National Stadium, Cardiff Assistència: 60.000 espectadors Àrbitre: N Sanson (Escòcia) |

| Anglaterra | 21–26 | Irlanda | 16 de febrer de 1974 {{{time}}} - Twickenham, Londres Àrbitre: M Joseph (Gal·les) |
|            |       |         | 16 de febrer de 1974 {{{time}}} - Twickenham, Londres Àrbitre: M Joseph (Gal·les) |

| Irlanda | 9–6 | Escòcia | 2 de març de 1974 {{{time}}} - Lansdowne Road, Dublín Assistència: 50.000 espectadors Àrbitre: F Palmade (França) |
|         |     |         | 2 de març de 1974 {{{time}}} - Lansdowne Road, Dublín Assistència: 50.000 espectadors Àrbitre: F Palmade (França) |

| França | 12–12 | Anglaterra | 2 de març de 1974 {{{time}}} - Parc des Princes, París Assistència: 43.964 espectadors Àrbitre: J Kelleher (Gal·les) |
|        |       |            | 2 de març de 1974 {{{time}}} - Parc des Princes, París Assistència: 43.964 espectadors Àrbitre: J Kelleher (Gal·les) |

| Escòcia | 19–6 | França | 16 de març de 1974 {{{time}}} - Murrayfield, Edimburg Assistència: 70.000 espectadors Àrbitre: K Clark (Irlanda) |
|         |      |        | 16 de març de 1974 {{{time}}} - Murrayfield, Edimburg Assistència: 70.000 espectadors Àrbitre: K Clark (Irlanda) |

| Anglaterra | 16–12 | Gal·les | 16 de març de 1974 {{{time}}} - Twickenham, Londres Assistència: 72.000 espectadors Àrbitre: J West (Irlanda) |
|            |       |         | 16 de març de 1974 {{{time}}} - Twickenham, Londres Assistència: 72.000 espectadors Àrbitre: J West (Irlanda) |